# Rövidre zárás
A rövidre zárás, vagy rövidzárlat elektrotechnikai fogalom, ahol két vagy több adott áramköri pont közötti összeköttetés ellenállása nagyon kicsi, elhanyagolható nagyságú.

## Véletlenszerű rövidre zárás
A rövidre zárás közvetlenül összeköti a pontokat. Mivel a rövidzár ellenállása nagyon kicsi, azon keresztül nagyon nagy áram folyhat, a két pont közötti feszültségkülönbségnek megfelelően. Az átfolyó áram hővé alakul, mely felmelegíti, esetenként elégetheti a rövidzárt, vagy a vezetékeket. Nyomtatott áramkörök (NYÁK-ok) esetében további veszélyt jelenthet, ha NYÁK-lemezeknél a zárlat hatására az áramköri lemez elkezd szenesedni. Mivel a szén jó vezető, a szigetelési ellenállás drasztikusan lecsökken. A zárlati áram kivédésére túláramvédelmi elemeket (például olvadóbiztosítókat) szerelnek az áramkörökbe.

## Nulla ohmos ellenállás
Nyomtatott áramkörökben használják. Külső megjelenését tekintve megegyezik a szabványos ohmos ellenállások kivitelével, de a hordozóra nem egy ellenállás réteget, hanem egy rövidzárat visznek fel, ezért a tényleges ellenállása mΩ (milliOhm) nagyságrendű. Az áramkör két pontját köti össze. Segítségével áramköri egységek választhatók le, konfigurációs bitek állíthatók be, stb...[forrás?]

## Áramváltók rövidre zárása
Az áramváltóknál előírás a szekunder kapcsok rövidre zárása. Terhelés alatt egy kis ellenállást képviselő berendezéssel, vagy műszerrel gyakorlatilag rövidre zárják a szekunder kapcsokat. Ha a kört megszakítják, a teljes primer áram az áramváltó vasát gerjeszti, ami a szekunder kapcsokon magas, akár életveszélyes feszültséget hozhat létre.

## Transzformátorok rövidre zárása
Transzformátorok mérésekor használják. A szekunder (kisfeszültségű) oldalt kis ellenállású berendezéssel, vagy műszerrel rövidre zárják. A primer oldalon felvett teljesítmény igen jó közelítéssel a primer és szekunder tekercsveszteség összegével lesz egyenlő. Rövidrezáráskor, mivel a szekunder feszültség elenyészően kicsi, és ugyanígy elhanyagolható a transzformátor indukált feszültsége is, tehát négyzetesen kicsi a vasveszteség az üzemi állapothoz képest.

## Kapacitások rövidre zárása
Ha egy kapacitást villamosan valamilyen feszültségre feltöltenek, és nincs terhelve, a felhalmozott töltések (eltekintve a dielektrikumon folyó szivárgó áramtól) megmaradnak a kapacitáson. Ez veszélyes áramütést okozhat. A kapacitás rövidre zárásával a töltést ki kell egyenlíteni, a rajta lévő potenciálkülönbséget megszüntetni.

## Kábelek szigetelési ellenállásának mérésekor
A szigetelési ellenállást szabványos mérőfeszültséggel (500-1000-2500-5000 V egyenfeszültség) végzik. A szigetelésvizsgáló a kábelre kapcsolva, azt kondenzátor módjára feltölti. A mérés befejezése után a kondenzátornál leírtak szerint a töltést ki kell egyenlíteni.

## Galvanométereknél
A lengőtekercses galvanométereknél lényeges a nagy érzékenység, és a rövid beállási idő. Szállításkor a bemenő kapcsokat rövidrezárva a lengőrész elmozdulásakor az állandó mágnes a lengőtekercs meneteiben feszültséget indukál, és a gyakorlatilag nulla külsőköri ellenállás miatt a körben áram folyik, mely Lenz-törvénye értelmében akadályozza az elmozdulást.

## Átívelés
A rövidre zárás speciális esete az átívelés. Ekkor ugyanis nem szükséges, hogy a vezetők fémesen érintkezzenek, a feszültség hatására a levegőn át is létrejöhet a rövidzárlat. Az átíveléshez minimum 327 V feszültség szükséges. 20 kV nagyságú feszültség kb. 1 cm száraz levegő átívelésére képes. A nagyfeszültség hatására a levegő ionizálódik, és az átívelés fenntartásához már kisebb feszültség, vagy nagyobb távolság is elegendő. A levegő nedvességtartalma, a felületek szennyezettsége és a csúcshatás az átívelés kockázatát növeli. Ekkor alacsonyabb feszültség, vagy nagyobb távolság esetén is bekövetkezhet. Ezért is tilos a nagyfeszültségű vezetékeket megközelíteni.
A nagyfeszültségű ívelésnek igen látványos természeti megnyilvánulása a villám.

## Üzemi rövidre zárás
Az MSZ 1585 szabvány (Villamos berendezések üzemeltetése - régi nevén: Erősáramú Üzemi Szabályzat) előírja, hogy villamos berendezések feszültségmentesítése során a leválasztott berendezést földelni és rövidre zárni szükséges. Ez történhet a berendezésbe beépített földelőszakaszolóval és/vagy külső földelő-rövidrezáró eszköz használatával.